# 三谷浩一郎
三谷 浩一郎（みたに こういちろう、1968年11月18日 - ）は日本の柔道家（五段）。広島県出身。NEXCO東日本柔道部監督。2006年に近畿大学の監督に就任

## 経歴
広島県福山市の瀬戸内海に面した小さな町で、鉄工所を経営する家に生まれる。小学校1年次から町内の柔道場に通い始めるが、父が町内で野球のスタープレイヤーだった事もあり、幼少時代は柔道と野球の二足の草鞋を履いていた。11歳の時に父が他界してからも柔道より野球の方が熱心で、鞆中学校時代は補欠ながらも3年間野球部に籍を置いていた。
高校受験で近大福山を受けた際、面接で「柔道の黒帯を持っている」とハッタリをかまし合格。これにより超強豪柔道部での3年間が義務付けられ、その後の三谷の柔道人生が大きく変わる事となる。
各地の中学校から実力者の集まる近大福山柔道部 では三谷は素人同然で、受身など基礎からのスタートであった。1年が経ち、厳しい練習に耐えかねて退部を考えていた頃に指導者の黒木正水からアドバイスを受け左組みに変えたところ、面白いように技が掛かるようになったという。高校3年次には団体戦のレギュラーとして活躍し、世田谷学園には及ばなかったものの春の高校選手権3位入賞やインターハイ・金鷲旗での準優勝に大きく貢献した。
高校柔道での活躍が認められ近畿大学から推薦入学の話が来るが、前述の通り早くに父を亡くしていた関係で三谷は家庭への経済的な負担を考え、高校卒業後は就職する決意をしていた（この事を母親に告げた際、口に出さずとも母の表情に安堵の色を見たという）。しかし、柔道がやりたい気持ちを抑えきれずに近大へ進学。
大学時代は岡田龍司コーチらの指導を受ける傍ら、体力面に加え精神面の強化にも取り組み、メンタルトレーニングを施した。大学4年次の1990年には、初出場した全日本選手権で、前大会準優勝の関根英之や軽中量級世界チャンピオンの岡田弘隆らを破り準決勝進出。準決勝で“平成の三四郎”古賀稔彦に敗れるものの、初出場3位入賞という大健闘により、その名を知られる事となった。また、同年7月の全日本選抜体重別選手権や10月の全日本学生体重別選手権（ともに95kg超級）でも3位入賞を果たした。
翌91年3月に大学を卒業すると、東京に本拠を置く日本道路公団（JH）に就職。三谷が後に「この頃の2,3年がピークだった」と述懐する通り、1992年に全日本選手権で3位入賞や全日本実業個人選手権（95kg超級）で準優勝したほか、1993年にはフランス国際でダビド・ドゥイエを始め、ガルシア・フランク・モレノやハリー・バンバルネベルトなどの強豪を次々と破りオール一本勝ちの優勝を果たして、一躍世界選手権代表の有力候補となるも、全日本選手権の東京予選で敗れて全日本の出場権を逃し、講道館杯では優勝するものの体重別では初戦で関根英之に敗れ、結局代表にはなれなかった。
この年は他に東アジア大会やアジア選手権でも優勝を果たした。
1994年になると、全日本選手権の東京予選で肋骨を骨折し選手権出場を逃したが、その際に「自分の限界を感じ、気力が沸かなくなった」と落胆の様子を語っている。しかし2年後の全日本選手権では見事復活し、前大会の準優勝者篠原信一やその年のアジア大会を制す事となる増地克之らを退け、自身最高となる準優勝を果たす。特に準々決勝での増地との試合は両者大外刈を掛け合い、最後には三谷が力で押し切ったもので、「かなり気持ちのいい試合だった」と評している。
1999年の全日本選手権では、準々決勝で当時“天才”の名をほしいままにしていた井上康生を一本背負投で宙に舞わせたが、直後の準決勝では新鋭・棟田康幸を相手に旗判定で敗れる。この時は、試合中に一旦自分に付いた「有効」のポイントが取り消されたのを知らず、試合終了後に審判が旗を手に持っているのを見て気付いたという。
同世代に全日本を7度制した小川直也や金野潤ら強豪が揃っていた事もあり、三谷はオリンピック・世界選手権への出場経験は無いが、全日本選手権へ9回もの出場記録は特筆される。1990年代の全日本を沸かせた稀代のテクニシャンは現在、全日本ジュニアやJHにて後進の指導に当たる。雑誌のインタビューで「柔道が好きか」の問いに対し、「はっきり言って微妙だが、柔道が生活の中心にあるのは間違いない。たぶん“好き”以上の存在。」と語った。

## 主な戦績
- 1990年 -　全日本選手権　3位

全日本選抜体重別選手権（95kg超級）　3位
世界大学体重別選手権（無差別級）　優勝
全日本学生体重別選手権（95kg超級）　3位
- 1991年 -　太平洋選手権（無差別級）　優勝
- 1992年 -　全日本選手権　3位

全日本実業個人選手権（1部）　準優勝
- 1993年 -　アジア選手権（95kg超級）　優勝

東アジア大会（無差別級）　優勝
フランス国際（95kg超級）　優勝
- 1996年 -　嘉納治五郎杯（無差別級）　準優勝

全日本選手権　準優勝
- 1999年 -　全日本選手権　3位